# Chloroclystis v-ata
Espèce
Chloroclystis v-ata, l’Eupithécie couronnée, parfois appelée Eupithécie de la salicaire, est une espèce de lépidoptères (papillons) de la famille des Geometridae.

## Distribution
Europe et Asie jusqu'au Japon. Répandue en France.

## Écologie
L'imago vole d'avril à septembre le long des haies, à la lisière des bois, en deux générations (en une seule, en Europe septentrionale).
La chenille, polyphage, se nourrit de fleurs de nombreuses plantes basses : Clematis vitalba, ronces (Rubus), salicaire (Lythrum salicaria), Eupatorium cannabinum, valérianes (Valeriana)...
La nymphose a lieu dans le sol pendant l'hiver.